# Joseph Franz Weigl
Joseph Franz Weigl, auch Franz Joseph Weigl (* 19. Mai 1740 in Bayern; † 25. Januar 1820 in Wien) war ein deutscher Cellist und Erster Cellist im Orchester des Fürsten Esterházy. 

## Leben
Weigl spielte unter der Leitung Joseph Haydns und es wird vermutet, dass Haydn sein Cellokonzert C-Dur (Hob. VIIb/1) für ihn schrieb. Sein Sohn Joseph Weigl war Komponist und Dirigent.
Laut der Autobiografie des Musikers Martin Vogt (1781–1854) erhielt er um 1800 kostenlose Cello-Lektionen von Joseph Franz Weigl. Nach kurzer Zeit traten beide auf und spielten Duette in Klosterneuburg und andern Orten.